# Satyrus fulvornata
Satyrus fulvornata är en fjärilsart som beskrevs av Ruggero Verity 1953. Satyrus fulvornata ingår i släktet Satyrus och familjen praktfjärilar. Inga underarter finns listade.